# Aliki Giotopoulou-Marangopoulou
Aliki Giotopoulou-Marangopoulou (griechisch Αλίκη Γιωτοπούλου-Μαραγκοπούλου; englisch Alice Yotopoulos-Marangopoulos; * 1917 in Korfu; † 31. August 2018 in Athen) war eine griechische Kriminologin, Hochschulprofessorin und Verfechterin der Frauenrechte. Sie war eine der ersten Frauen, die das Amt einer Universitätspräsidentin in Griechenland innehatte.

## Leben und Karriere
Aliki Giotopoulou-Marangopoulou wurde als Tochter des Rechtsanwalts Panagiotis Giotopoulos geboren. Sie studierte Jura an der Universität Athen, absolvierte anschließend Studien in Strafrecht und Kriminologie in Rom. In Genf wurde sie mit ihrer Dissertation „Die Motive für das Verbrechen“ promoviert. Von 1974 bis 1976 war sie Vizepräsidentin der Athener Anwaltskammer. 1976 wurde sie zur ordentlichen Professorin für Kriminologie an die Pantion-Universität Athen berufen, deren Präsidentin sie als erste Frau wurde, als sie dieses Amt 1979–1980 ausübte. Im Zeitraum 1983–1984 hatte sie diese Position erneut inne. Ihre Arbeit an der Universität zeichnete sich durch Neuerungen im Unterricht der Kriminologie aus. Sie löste den Studiengang Kriminologie aus der Rechtswissenschaft heraus und ordnete ihn der Soziologie unter. Einen Teil ihrer Kurse unterrichtete sie über Gefangene in Gefängnissen. Außerdem gründete sie mit ihren Kollegen ein Postgraduierten-Seminar für Kriminologie, das erste seiner Art in Griechenland.
Darüber hinaus war sie Mitglied des Vorstands der Internationalen Gesellschaft für Kriminologie. Im Jahr 2008 gründete sie die Hellenische Gesellschaft für Kriminologie, deren Präsidentin sie über 30 Jahre lang war. In den Jahren 2000 bis 2006 war sie Vizepräsidentin des Nationalen Zentrums für Sozialforschung und Präsidentin des griechischen Nationalen Komitees für Menschenrechte.
Parallel zu ihrer juristischen Karriere engagierte sie sich über lange Zeit für Frauenrechte. Sie leitete von 1965 bis 1967 die griechische Zeitschrift ο Αγώνας της γυναίκας (Kampf der Frau), die von der Vereinigung der Frauenrechte (Σύνδεσμος για τα Δικαιώματα της Γυναίκας) herausgegeben wurde. Seit 1978 war sie Präsidentin dieser Stiftung. Von 1989 bis 1996 war sie die 10. Präsidentin der International Alliance of Women (IAW). Im Rahmen ihres Engagements für Frauenrechte wurde sie Mitglied des wissenschaftlichen Ausschusses, der das Gesetz zur Gleichstellung der Geschlechter in Griechenland (Nr. 1329/1983) ausarbeitete.
Sie war ab 1978 auch Leiterin der von ihrem Mann, dem Juristen Georgios Marangopoulos, 1973 gegründeten Marangopoulos-Stiftung für Menschenrechte. Als Vertreterin dieser Stiftung und Griechenlands engagierte sie sich bei der UNO, dem Europarat und der UNESCO. Eine Vielzahl von Konferenzen, Seminaren und Tagungen in Griechenland und im Ausland trugen ihre Handschrift. Zahlreiche Publikationen, die sie selbst verfasste oder unter ihrer Leitung veröffentlicht wurden, erschienen in den größten griechischen und ausländischen Verlagen.
Aliki Giotopoulou-Marangopoulou starb 2018 im hohen Alter von 101 Jahren in Athen. In einer Ehrung durch die Präsidentin der IWA wurde sie als leidenschaftliche Kämpferin gegen Menschenrechtsverletzung den Frauen gegenüber charakterisiert. Man fasste in dieser Ehrung ihr Werk folgendermaßen zusammen:

“Alice Marangopoulos was a prominent women’s human rights activist, a symbol of feminism in Greece and beyond. She worked diligently throughout her whole life for the improvement of the status of women through her contributions to landmark legislation, promoting gender equality and women’s human rights in her country.”

„Alice Marangopoulos war eine bekannte Menschenrechtsaktivistin für Frauen und ein Symbol des Feminismus in Griechenland und darüber hinaus. Sie arbeitete ihr ganzes Leben lang unablässlich für die Verbesserung der Stellung der Frau, indem sie zu wegweisenden Gesetzen beitrug und die Gleichstellung der Geschlechter und die Menschenrechte der Frauen in ihrem Land förderte.“

Sie sprach außer ihrer Muttersprache noch Englisch, Italienisch, Französisch und Deutsch.

## Auszeichnungen
- 2006 Großkommandeur des Phönixordens (Ανώτερου Ταξιάρχη του Φοίνικος) durch den griechischen Staatspräsidenten[1]
- 2006 Nationaler Preis der Akademie von Athen[1]
- 2010 Preis der Stiftung des Griechischen Parlaments[1]
- Preis des Justizministeriums der Republik Zypern[1]

## Veröffentlichungen (Auswahl)
- Womens rights: Human rights. (Frauenrechte: Menschenrechte). Estia 1994, ISBN 978-960-05-0592-4.
- Affirmative action towards effective gender equality. (Positive Maßnahmen für eine effektive Gleichstellung der Geschlechter). Sakkoulas, Athen 1998, ISBN 978-960-232-945-0.
- Les mesures positives pour une égalité effective des sexes. (Positive Maßnahmen für eine effektive Gleichstellung der Geschlechter).  Sakkoulas, Athen 1998, ISBN 978-960-232-946-7.
- Διακρίσεις κατά των γυναικών στην εργασία και πολιτικές της Ευρωπαϊκής Ένωσης για την καταπολέμησή τους. (Diskriminierung von Frauen am Arbeitsplatz und EU-Maßnahmen zu ihrer Bekämpfung.). Odysseas 2011, ISBN 978-960-210-574-0. (Sammelband mit weiteren Autorinnen)
- Ηπειρώτες και Ηπειρώτισσες - Πολύτιμο πρότυπο κοινωφελούς ζωής και δράσης για τους λοιπούς Έλληνες και τους άλλους λαούς του κόσμου (Epiroten - Ein wertvolles Modell des Gemeinschaftslebens und -handelns für andere Griechen und andere Völker der Welt). Andy´s Publisher, Athen 2017, ISBN 978-960-565-195-4.